# Calusco d’Adda
Calusco d’Adda (lombardul: Calösch) település Olaszországban, Lombardia régióban, Bergamo megyében. Lakosainak száma 8238 fő (2023. január 1.). Calusco d’Adda Terno d’Isola, Solza, Carvico, Medolago, Robbiate, Villa d’Adda és Paderno d’Adda községekkel határos.

## Népesség
A település népessége az elmúlt években az alábbi módon változott:
| Lakosok száma | 8347 | 8378 | 8238 |
|               | 2017 | 2018 | 2023 |